# Lom (fiume)
Il Lom (in bulgaro Лом?, in latino Almus) è un fiume della Bulgaria nord-occidentale, affluente di destra del Danubio, nel quale sfocia 1 km ad est rispetto alla città di Lom.

## Geografia
La sorgente del fiume si trova sul passo di Midžor (2168 m), il picco più alto dei monti Balcani occidentali, sul confine bulgaro-serbo, e scorre principalmente verso nord-est fino alla parte più alta del suo corso, nella quale punta a nord.
Passa nei villaggi di Gorni Lom, Dolni Lom, Sredogriv, Falkovec, Ružinci, Dražinci, Belo Pole, Roglec, Drenovec, Topolovec, Knjaževa Mahala, Kriva Bara, Vasilovci, Stalijska Mahala e Trajkovo, nonché in quattro quartieri della città di Lom: Momin Brod, Dalgoševci e Golinci.